# Graptocorixa
Graptocorixa is een geslacht van wantsen uit de familie van de Corixidae (Duikerwantsen). Het geslacht werd voor het eerst wetenschappelijk beschreven door Hungerford in 1930.

## Soorten
Het genus bevat de volgende soorten:

- Graptocorixa abdominalis (Say, 1832)
- Graptocorixa bimaculata (Guérin-Méneville, 1844)
- Graptocorixa breweri Jansson, 1978
- Graptocorixa californica (Hungerford, 1925)
- Graptocorixa emburyi Hungerford, 1938
- Graptocorixa gentryi Hungerford, 1938
- Graptocorixa gerhardi (Hungerford, 1925)
- Graptocorixa henryi Hungerford, 1938
- Graptocorixa melanogaster (Kirkaldy, 1899)
- Graptocorixa robusta Hungerford, 1938
- Graptocorixa ruina Hungerford, 1938
- Graptocorixa serrulata (Uhler, 1897)
- Graptocorixa thomasi Hungerford, 1938
- Graptocorixa uhleri (Hungerford, 1925)
- Graptocorixa uhleroidea Hungerford, 1938